# BDŽ-Baureihe 30
Die Fahrzeuge der BDŽ-Baureihen 30 und 31 sind vollklimatisierte, elektrische Regionaltriebzüge aus dem von Siemens Transportation Systems entwickelten Fahrzeugkonzept Desiro Classic. Betreiber ist die Bulgarische Staatsbahn BDŽ. Unterschied zwischen den Baureihen 30 und 31 ist die Anzahl der Mittelwagen. Ein Triebzug der Baureihe 30 besteht aus drei Teilen: zwei End- und einem Mittelwagen. Die Einheiten der Baureihe 31 sind hingegen vierteilig, sie haben zwei Mittelwagen. Wagenbaulich entsprechen beide Versionen den slowenischen Triebzügen der Reihe 312.

## Hersteller und Betreiber
Hersteller ist die Firma Siemens Transportation Systems, in deren Werk in Krefeld-Uerdingen die Montage stattfindet. Die Konstruktion wurde zu über 60 Prozent nach Prag und Ostrava verlagert. Der Auftrag wurde bereits im August 2005 entgegengenommen, der aus einer Option des Vertrages über 25 Desiro Classics der BDŽ-Baureihe 10 resultierte. Die Inbetriebnahme wird im Prüfcenter Wegberg-Wildenrath durchgeführt. Von dort verließen am 11. Dezember 2007 die ersten beiden dreiteiligen Einheiten das Werk in Richtung Bulgarien, wo sie etwa eine Woche später in Warna ankamen. Mitte 2008 sollte die Auslieferung aller Züge abgeschlossen sein. Der Heimatbahnhof dieser Triebzüge ist Warna, wo sie laut Wartungsvertrag zwölf Jahre von Siemens instand gehalten werden.
Gegenwärtig (2011) werden diese Züge in weiten Teilen Bulgariens eingesetzt, sie bedienen auch Zugleistungen von Sofia und Plovdiv aus.